# 寻路

A和B之间等长，2D平面下

寻路是指，由计算机应用程序规划两点之间的最短路线。寻路问题可视为迷宫问题的一种较为实用的变形。
寻路一种常见的应用为规划电玩游戏中角色或物件的移动路线。例如在即时战略或MOBA类型游戏中，常以鼠标右键指定行动的目的地，此时便需要寻路系统的协助以建构当前位置与目的地间的路线。

## 游戏中

### 运算法则
常见的例子是A*搜寻算法。这个法则开始为一个点，添加所有可以到达的点到一个开放列表